# نیروگاه طبس
نیروگاه حرارتی طبس (استان خراسان جنوبی، در منطقه مزینو شهرستان طبس، در حال احداث)، یکی از نیروگاه‌های ایران از نوع حرارتی با ظرفیت تولید ۶۵۰ مگاوات است که شامل ۲ واحد بخار ۳۲۵ مگاواتی است.
سوخت این نیروگاه زغال سنگ است و نخستین نیروگاه حرارتی کشور است که سوخت آن با زغال سنگ تأمین می‌شود. مصرف سالانه نیروگاه، ۴ میلیون تن زغال سنگ پیش‌بینی می‌شود.
تفاوت سوخت زغال‌سنگ با گاز طبیعی در این است که به راحتی می‌توان گاز طبیعی را به دورترین نقاط از طریق خط لوله انتقال داد و آن را صادر کرد اما این امر در مورد زغال‌سنگ بسیار مشکل و هزینه‌بر است.
نیروگاه طبس ساخت شرکت تکنوپروم اکسپورت روسیه و با مشارکت چین (شانگهای الکتریک) و همکاری شرکت مپنا است که هنوز به بهره‌برداری نرسیده‌است.